# Али Рыза-паша
Али Рыза-паша (тур. Ali Rıza-paşa, 1860—1932) — один из последних великих визирей Османской империи.

## Биография
Отец — майор жандармерии Тахир-эфенди. В 1886 году окончил Военное училище Мектеб-и Харбие (ныне Kara Harp Okulu), с 1897 работал в военном министерстве, далее занимал различные военные и административные должности.
В 1903 году был назначен губернатором в Монастир. Так как во время его нахождения в должности в городе был убит российский консул Александр Ростковский, то под давлением России Али Рыза был изгнан в Ливию. В 1905 году получил назначение в Йемен, где подавил восстание. В 1908 году, после начала Эпохи второй Конституции, стал военным министром в правительстве Мехмеда Камиль-паши, но был отстранён из-за возражений партии «Единение и прогресс». В 1909 году Али Рыза опять стал военным министром, на сей раз при кабинете Хусейна Хильми-паши но был отправлен в отставку из-за инцидента 31 марта.
Во время Балканских войн был назначен главнокомандующим европейскими армиями Османской империи (в частности, с октября 1912 по май 1913 командующий Западной армией), но боевые действия кончились прежде, чем он приступил к своим обязанностям.
Так как Али Рыза не был в почёте у партии «Единение и прогресс», то во время де-факто однопартийного режима времён Первой мировой войны он не сделал особой политической карьеры, хотя до 1922 года пребывал на различных высоких постах: с ноября 1918 по март 1919 — вновь морской министр; 2 октября 1919 года был назначен великим визирем, и занимал этот пост до марта 1920. Далее, с февраля 1921 по ноябрь 1922 — последний османский министр общественных работ и одновременно, с июня 1921 по июнь 1922 — министр внутренних дел
Правление Али Рызы-паши (как и его преемника Салиха Хулуси-паши), как правило, рассматривают лишь как промежутки между двумя сроками властвования подписавшего Севрский договор Дамат Ферида-паши.